# XXII. legija Primigenia
XXII. legija Primigenia (latinsko Legio XXII Primigenia) je bila rimska legija, posvečena boginji Fortuni Primigeniji, ki jo je leta 39 ustanovil cesar Kaligula za svoje pohode v Germanijo.  Zapisi kažejo, da je bila aktivna vse do začetku 4. stoletja, ko je bila nameščena v Mogontiaku, sedanjem Mainzu, Nemčija. Njena simbola sta bila kozorog in polbog Herkul.
V Mogontiaku v rimski povinci Gornji Germaniji je stražila rimsko mejo na Renu. V letu štirih cesarjev (69) je z drugimi legijami rimske germanske armade podprla Vitelija. Med batavijskim uporom je pod poveljstvom Gaja Dilija Vokula branila svoj bazni tabor v Mogontiaku in edina preživela napade upornikov. Tam je ostala najmanj do konca 3. stoletja. Leta 97-98 je bil njen vojni tribun (tribunus militum) kasnejši cesar Hadrijan.
Glavnina legije je bila stalno v Mogontiaku, njene veksilacije pa so v 2. stoletju  sodelovale v gradnji Antoninovega zidu na meji med Britanijo in Škotsko in v pohodih proti Sasanidskemu cesarstvu (okoli 235).
Med napadom Alemanov leta 235 je bila še vedno v Mogontiaku. Legija je bila odgovorna za smrt cesarja Aleksandra Severja, ki se je poskušal pogajati s sovražnikom, in izvolitev njegovega naslednika Maksimina Tračana.  
Leta 268 se je, verjetno pod Galienovim poveljstvom, bojevala v bitki pri Nišu in premagala Gote. Naslednje leto je njen poveljnik postal Lelijan, kasnejši cesar Galskega cesarstva. 

## Sklic
1. ↑  L.J.F. Keppie, Legions and Veterans, Roman Army Papers, 1971-2000, str. 128.